# 浅井良二
浅井 良二（あさい りょうじ、1935年4月28日 - 2018年10月9日）は、日本の芸能マネージャー・芸能事務所経営者。浅井企画の創業者であり、代表取締役社長を務めた。本名は、二瓶 満（にへい みつる）。福島県出身。
コント55号の初代マネージャーであり、関根勤らを見出した。

## 来歴
俳優志望で、松竹ニューフェイスとして芸能界入りしたが、その後は芸能マネージャーとなる。中川プロダクションで三木のり平や八波むと志のマネージャーを務めたのち、1968年9月に浅井企画を設立。中川プロダクション時代に一緒だった坂上二郎を萩本欽一と共に迎え入れ、コント55号としてマネジメントを手掛ける。代表取締役社長を務める一方、数々のお笑いタレントなどを輩出させた。
2018年10月9日、悪性リンパ腫による多臓器不全で死去、83歳没。

## 人物
「1か月前に誕生日プレゼントを届ける」「全員が集合しきっていない状態で集合写真を撮るため、みんな目が半開きの写真」などのエピソードがあるほど、せっかちな性格や、私服が派手だったことでも知られ、それは自分の事務所の所属タレントの小堺一機、関根勤によるラジオ番組『コサキン』シリーズ（TBSラジオ）でよくネタにされたこともあった。また、コサキンの番組とそのリスナーからは『ぺんてるちゃん』とも呼ばれ、他に『一人リオのカーニバル』『五反田のフェラーリ』（せっかちだから）などと呼ばれるなど親しまれていた。1987年12月23日には、当時の『スーパーギャング コサキン無理矢理100%』の企画で、TBSホールにて浅井をテーマにしたアート、芸術作品を展示した展覧会『アート浅井展』が開かれたほどだった。
小堺一機は、自分がようやく売れて来たある時に楽屋に浅井が来て「調子に乗って独立したらぶっ潰すからね!」と言われたと話している（小堺はこれを「社長なりの激励の言葉だと思う」としている）。
没後の2018年11月26日、グランドプリンスホテル高輪にて開かれた「お別れの会」には萩本欽一、関根勤、小堺一機、モンキッキー（現：おさる）、キャイ〜ン、ずん、イワイガワ、関根麻里ら浅井企画所属タレントのほか、笑福亭鶴瓶、中山秀征、爆笑問題、香取慎吾など多くの芸能人や関係者約600人が参列。皆で浅井との愉快な思い出話を披露し合い、生前浅井が好んだハワイとゴルフをテーマにした祭壇を前に記念写真を撮影するなど、賑やかな別れとなった。

## 映画
※参考…
- コント55号 世紀の大弱点（1968年11月2日、東宝） - 企画[21]
- コント55号と水前寺清子の神様の恋人（1968年12月28日） - 製作[22][注 5]
- ワン、ツー、パンチ 三百六十五歩のマーチ（1969年8月9日、松竹） - 製作[23][注 6]
- コント55号 人類の大弱点（1969年8月13日、東宝） - 企画[24]
- コント55号 俺は忍者の孫の孫（1969年10月10日、東宝） - 製作[25]
- コント55号 宇宙大冒険（1969年12月20日、東宝） - 製作[26][27]
- チンチン55号ぶっ飛ばせ!出発進行（1969年12月31日） - 製作[28]
- こちら55号 応答せよ!危機百発（1970年8月8日） - 製作[29]
- 俺は眠たかった!!（1970年11月11日、松竹） - 製作[30]
- コント55号と水前寺清子の大勝負（1970年12月30日） - 製作[31]
- コント55号とミーコの絶体絶命（1971年8月7日） - 製作[32]
- 初笑いびっくり武士道（1972年1月21日、松竹） - 製作[33]
- 騒音（2015年5月23日、スールキートス） - 製作[34]

## 出演番組
- ぎんざNOW!（TBSテレビ） - 「しろうとコメディアン道場」にて審査員を担当[3][4]。初代チャンピオンの関根勤や小堺一機を見出した[3][注 7]。

## 演じた俳優
- 渡辺正行 - 『ゴールデンボーイズ 1960笑売人ブルース』（1993年8月24日、日本テレビ系）